# David Ackroyd
David Ackroyd (ur. 30 maja 1940 w East Orange) – amerykański aktor telewizyjny, radiowy, teatralny i filmowy.

## Życiorys
Urodził się w East Orange, w hrabstwie Essex, w stanie New Jersey jako syn Charlotte Beatrice (z domu Henderson) i Arthura Oldfielda Ackroyda, rzeczoznawcy ubezpieczeniowego. Kiedy miał dwanaście lat wraz z rodziną przeprowadził się do Wayne w New Jersey. Studiował na Uniwersytecie Bucknell w Pensylwanii, gdzie w 1962 uzyskał tytuł licencjata jako student ROTC. Po ukończeniu studiów występował w produkcjach teatralnych, odbywając służbę wojskową w Arizonie. Następnie skupił się na sztuce jako karierze po zapisaniu się do Yale Drama School na Uniwersytecie Yale, gdzie uzyskał tytuł magistra sztuk pięknych w 1968.
Przez trzy sezony był związany z Yale Repertory Theatre i przez sześć sezonów występował na Williamstown Theatre Festival, m.in. w 1966 jako Tony Kirby w komedii Cieszmy się życiem. Grywał także poza Stanami Zjednoczonymi, na Tajwanie, w Rosji, Polsce, Niemczech, Francji i Czechach. Po raz pierwszy trafił na mały ekran w jednym z odcinków serialu PBS NET Playhouse (1969). W 1971 zadebiutował na Broadwayu w przedstawieniu Nieprawdopodobni bohaterowie (Unlikely Heroes). Po gościnnym występie w komedii krótkometrażowej mockument Woody’ego Allena Men of Crisis: The Harvey Wallinger Story (1972), przyjął rolę Kevina Kincaida w operze mydlanej CBS The Secret Storm (Sekretna burza, 1972). Następnie grał postać doktora Dave’a Gilchrista w operze mydlanej NBC Inny świat (Another World, 1974–1977).
W latach 1975–1976 występował w Lincoln Center na Broadwayu w Hamlecie jako Rosencrantc, szkolny kolega głównego bohatera (Sam Waterston). W 1977 na off-Broadwayu grał rolę autora w spektaklu  Isadora Duncan śpi z rosyjską marynarką wojenną (Isadora Duncan Sleeps with the Russian Navy). W miniserialu kryminalnym NBC The Dark Secret of Harvest Home (1978) na podstawie powieści Thomasa Tryona z Bette Davis został obsadzony w głównej roli Nicka Constantine’a. W operze mydlanej CBS Dallas (1978) występował jako Gary Ewing, zanim przejął tę rolę Ted Shackelford.

## Życie prywatne
30 marca 1963 poślubił Ruth Gail Liming. Mają dwie córki: Jessicę Lyn i Abigail Ruth.
Nie ma żadnego pokrewieństwa z Danem Aykroydem.

## Filmografia

### Filmy fabularne
- 1977: Exo-Man jako dr Nicholas Conrad (film TV)
- 1978
  - Tom and Joann gościnnie, jako Gabe (film TV)
  - And I Alone Survived jako Jay Fuller (film TV)
- 1979
  - Kobiety w Bieli (Women in White) jako dr Mike Rayburn (film TV)
  - Mind Over Murder jako Ben Kushing (film TV)
- 1980: Ludzie z gór jako Medicine Wolf
- 1981: A Gun in the House jako Joe Cates (film TV)
- 1983
  - Cocaine: One Man’s Seduction jako Bruce Neumann (film TV)
  - Deadly Lessons jako John Ferrar (film TV)
  - Kiedy twój kochanek odchodzi jako Joe Masterson (film TV)
- 1984
  - The Sound of Murder jako Peter Marriott
  - The Sky's No Limit jako płk. Charlie King (film TV)
- 1985: Picking Up the Pieces jako dr Eric Harding (film TV)
- 1986
  - The Children of Times Square jako Peter Roberts (film TV)
  - Stark: Mirror Image jako Kenneth Clayton (film TV)
  - A Smoky Mountain Christmas jako reżyser video (film TV)
- 1988
  - Wiatraki bogów (Windmills of the Gods) jako dr Edward Ashley (film TV)
  - Echa wspomnień (I asystent reżysera)
- 1990
  - Mroczny anioł (I Come in Peace) jako inspektor Switzer
  - Wrestling with God jako Robert Owen
- 1991
  - Stop at Nothing jako agent Conroy (film TV)
  - Hell Hath No Fury jako Stanley (film TV)
- 1992
  - Milcząca prawda jako dr Berringer (film TV)
  - W sidłach strachu jako Brandon Cole (film TV)
- 1994: Bunt (Against the Wall) jako William Kuntsler
- 1997: Sex story (No Strings Attached) jako dr Singer

### Seriale TV
- 1969: NET Playhouse jako członek zespołu
- 1972: The Secret Storm jako Kevin Kincaid #2
- 1973: CBS Daytime 90 jako Peter Stone
- 1974-77: Inny świat jako dr David „Dave” Gilchrist (5 odcinków)
- 1975: Kojak jako Vincent Hackley
- 1978: Dallas jako Gary Ewing (2 odcinki)
- 1978: Lou Grant jako Mike Kessler
- 1978: The Dark Secret of Harvest Home jako Nick Constantine (2 odcinki mini-serialu)
- 1978: The Paper Chase jako Eric Ryerson
- 1978: The Word jako Tom Carey (4 części mini-serialu)
- 1979: Little Women jako prof. Freidrich Bhaer
- 1980: The Yeagers jako John David Yeager (2 odcinki)
- 1981: Star Wars: The Original Radio Drama jako kpt. Antilles (głos)
- 1982: Knots Landing jako Bill Medford
- 1982: Trapper John, M.D. jako dr Frank Langtry
- 1982: Powrót McClaina
- 1982: The Facts of Life jako mjr Dorsey (2 odcinki)
- 1983: Dynastia (Dynasty) jako detektyw por. Fred Merrill (3 odcinki)
- 1983: Teachers Only jako Jack
- 1983: Whiz Kids jako Dave Kerns
- 1984: Niebezpieczne ujęcia (Cover Up) jako Prescott
- 1984: Riptide jako James Sutherland
- 1984: Detektyw Hunter jako Gus Trancus
- 1984-85: After MASH jako dr Boyer (15 odcinków)
- 1985: Hardcastle i McCormick (Hardcastle and McCormick) jako Eddie Dawson
- 1985: St. Elsewhere jako płk. Chuck Cochrane (3 odcinki)
- 1985-88: MacGyver jako p. Knapp/Lucien Trumbo (2 odcinki)
- 1985-87: Cagney i Lacey (Cagney & Lacey) jako Brian Cagney (3 odcinki)
- 1986: Napisała: Morderstwo (Murder, She Wrote) jako prokurator Tom Casselli
- 1986: Historie biblijne (The Greatest Adventure: Stories from the Bible:The Miracles of Jesus) jako Jezus/Gabriel (2 odcinki: głos)
- 1986: Drużyna A (The A-Team) jako mjr Laskov
- 1986: Wildfire jako John Cavanaugh/książę Cavan (2 odcinki: głos)
- 1987: Biedna mała bogata dziewczynka (Poor Little Rich Girl: The Barbara Hutton Story) jako Graham Mattison (cz. 3, 4, 5, 6 mini-serialu)
- 1987: Nutcracker: Money, Madness & Murder jako Jones (3 odcinki mini-serialu)
- 1987: Great Performances jako Reginald Broderick
- 1987: Foofur (13 odcinków: głos)
- 1988: Hotel jako David Welch
- 1988: Autostrada do nieba (Highway to Heaven) jako komandor Matthew Rogers (2 odcinki)
- 1988: Sonny Spoon jako Callaghan
- 1988: The New Yogi Bear Show jako dodatkowe głosy (4 odcinki)
- 1989: Studio 5-B jako J.J. McMillan (2 odcinki)
- 1990: Doogie Howser, lekarz medycyny jako dr Marcus
- 1992: Napisała: Morderstwo (Murder, She Wrote) jako Nate Parsons
- 1994: Kapitan Planeta i planetarianie (Captain Planet and the Planeteers) jako głos
- 1994: Napisała: Morderstwo (Murder, She Wrote) jako Bert Lown
- 1994: Strażnik Teksasu (Walker, Texas Ranger) jako Jess Morell
- 1995: Zagadki Cosby’ego (The Cosby Mysteries) jako Desmond Pierce
- 1996: Kapitan Planeta i planetarianie (Captain Planet and the Planeteers) jako Owner / kierowca autobusu (głos)
- 1996: Xena: Wojownicza księżniczka (Xena: Warrior Princess) jako
- 1996: Prawdziwe przygody Jonny’ego Questa (The Real Adventures of Jonny Quest) jako Ezekiel Rage (głos)

### Krótkometrażowe
- 1972: Men of Crisis: The Harvey Wallinger Story
- 1987: The Nativity jako Anioł Pański (głos)
- 1991: The Miracles of Jesus jako Jezus (głos)